# 横屋村
横屋村（よこやむら）は、かつて岐阜県本巣郡に存在した村である。
現在の瑞穂市の旧・巣南町南部（横屋）に該当する。
横屋村発足時は大野郡の村であったが、大野郡の分割により本巣郡の村となっている。

## 歴史
- 1872年（明治5年） - 横屋村と下切村が合併し、横屋村になる。
- 1889年（明治22年）7月1日 - 町村制により横屋村が発足。
- 1897年（明治30年）4月1日[2] - 大野郡が分割されて、揖斐郡と本巣郡の一部となる。当村は本巣郡となる。
- 1897年（明治30年）4月1日 - 宝江村、古橋村、中宮村、呂久村と合併し、鷺田村発足。同日横屋村は廃止となる。